# ホンダ・ステップコンポ

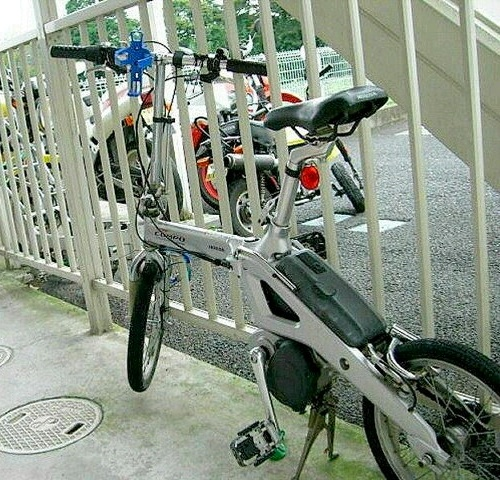
ホンダ・ステップコンポ
写真右側

ホンダ・ステップコンポ (HONDA StepCompo)は、本田技研工業が2001年4月6日に発売を開始した、折りたたみ式電動アシスト自転車である。型式は UB10。

## 概要
2001年、同社のミニバン「ステップワゴン」(型式：LA-RF3/4)と同時に開発され、トランクルームにステップコンポ専用収納ボックスを設置することにより自転車と他の荷物を一緒に積むことが可能というコンセプトで発売された。

## 主な特徴
- 二次電池は、ニッケル・水素充電池を採用。車体から簡単にバッテリーユニットを取り外し、家庭用電源（AC100V）からの充電が可能。
- 充電には専用充電器を使用し、充電時間は最長 2.5時間。
- 時速0～15km/hまでは約半分のペダル踏力を補助。速度がそれ以上になると補助動力は漸減し、24km/h以上になるとアシストは停止する。
- 車体にはアルミ製パーツを多用したことにより、車両重量はラクーンコンポと比較して約2kg軽量化され、17.8kgに抑えられている。